# Cantó de Provenchères-sur-Fave
El cantó de Provenchères-sur-Fave és un cantó francès del departament dels Vosges, situat al districte de Saint-Dié-des-Vosges. Té 7 municipis i el cap és Provenchères-sur-Fave.

## Municipis
- Le Beulay
- Colroy-la-Grande
- La Grande-Fosse
- Lubine
- Lusse
- La Petite-Fosse
- Provenchères-sur-Fave

## Història
| Data d'elecció                           | Identitat                       | Partit                     | Qualitat |
| ---------------------------------------- | ------------------------------- | -------------------------- | -------- |
| 1945-1969                                | Adrien Mathis                   | Divers droite              |          |
| 1969-1979                                | Maurice Lemaire                 | UDR, després RPR           |          |
| 1979-1982                                | Lionel Stoléru                  | UDF, després app. PS       |          |
| 1982-2001                                | Arnould de Bazelaire de Lesseux | Divers droite, després PS  |          |
| 2001-                                    | Jean-Guy Ruhlmann               | Divers droite, després UMP |          |
| les dades anteriors no són pas conegudes |                                 |                            |          |
|                                          |                                 |                            |          |

## Demografia
| A partir de 1990: Població sense dobles comptes |